# Kruger (компания)
Kruger (рус. Крю́гер) — крупный производитель бумаги для печати, домашнего и промышленного использования, деловой древесины и других товаров из дерева, картонных коробок из рециркулированных волокон, экологичной и возобновляемой энергии, вин и спиртных напитков. Также является одним из основных переработчиков бумаги и картона в Северной Америке. Компания Kruger имеет предприятия в Квебеке, Онтарио, Британской Колумбии, Ньюфаундленде и Лабрадоре и США.

## История
В 1904 Джозеф Крюгер основал в Монреале предприятие по торговле писчей бумагой, ставшее основой современной сети Kruger. В 1928, в свои 25 лет, президентом компании становится сын основателя Джин Крюгер. Он обеспечил быстрое развитие предприятия в сфере производства газетной бумаги, картона и бумаги для домашнего и промышленного использования. В настоящее время на нём занято около 10 500 человек.
Именно Джин Г. Крюгер сделал предприятие таким, каким оно сейчас является. Новый председатель правления, сын Джина Крюгера Джозеф Крюгер II, занялся модернизацией компании, и её рост продолжается. В настоящее время она функционирует в Северной Америке в сферах производства специальной печатной бумаги, бумаги для домашнего и промышленного использования, а также в сферах рециркуляции, производства вин и спиртных напитков, древесины и продуктов деревообработки, возобновляемой энергии, постоянно уделяя внимание окружающей среде.

## Сферы деятельности
Виды деятельности компании можно разделить на две группы: промышленные товары (печатная бумага, продукты деревообработки, картон и упаковка) и потребительские товары (домашняя и офисная бумага, вины и спиртные напитки). Компания Kruger также имеет дочернее предприятие Kruger Énergie, которое занимается развитием и эксплуатацией энергетических проектов в сфере гидро-, солнечной, ветряной, электроэнергетики, когенерации из биомассы и биогаза.
Kruger располагает центрами сортировки и утилизации, которые обеспечивают снабжение его заводов утилизированной бумагой и картоном для производства рециркулированной массы и бумажных изделий.

## Промышленные товары

### Печатная бумага
Это подразделение производит газетную, мелованную бумагу, бумагу для справочников и гофрированную бумагу.
Kruger Papiers имеет четыре завода: в Труа-Ривьере, Крюгер-Ваягамаке, Бромптоне (Шербрук) в Квебеке и Corner Brook Pulp and Paper в Ньюфаундленде и Лабрадоре. Они соответствуют сертификатам ISO 9001: 2000 (управление качеством), PwC‑ICoCTM (контроль производства) и PEFC (контроль производства). У каждого из них есть установки по рециркуляции, системы дополнительной очистки стоков и программы защиты окружающей среды и сохранения энергии. Два завода также обладают установками по обесцвечиванию и ежегодно вырабатывают около 300 000 тонн обесцвеченной массы, используемой на различных предприятиях компании Kruger.

### Продукты деревообработки
Kruger занимается защитой лесов, и его деятельность в этой сфере долгосрочного управления сертифицирована. Богатство природной среды во многом зависит от её биологического разнообразия. В ходе строительства лесных дорог, транспортировки древесины или лесохозяйственных работ соблюдаются стандарты защиты окружающей среды. Kruger занимается защитой качества воды, лес сохраняется по берегам озёр и рек для сохранения зоны распространения фауны и эстетической привлекательности территории. Особое внимание также уделяется защите таких уязвимых мест, как гнездовья цапель и торфяники, и сохранению разнообразия видов деревьев на территории.

### Картон и упаковка
Kruger принадлежит предприятие Krupack Emballages. Его заводы в Ласале и Брамптоне производят упаковку для пищевого сектора, напитков, молочных продуктов, мяса, фруктов и овощей, цветов, химикатов, текстильных изделий и одежды. Эти заводы также производят упаковку для бытовых электроприборов, автозапчастей и промтоваров.

## Потребительские товары

### Домашняя и офисная бумага
Торговое подразделение домашней и офисной бумаги Kruger включает четыре завода в Канаде — в Крэбтри, Шербруке, Гатино и Нью-Уэстминстере — и один в Мемфисе (США). Их заводы ежегодно производят около 294 000 тонн брутто после сушки, что составляет 37 % возможностей по производству домашней и офисной бумаги. Таким образом, Kruger — крупнейший производитель этого товара в Канаде.
По организации маркетинга Produits Kruger также занимает первое место в Канаде среди производителей промтоваров, так как их продукция присутствует как в административных зданиях, так и в сфере здравоохранения, ресторанном и гостиничном деле и других отраслях. Компания хорошо адаптирована к требованиям потребителей, предлагает ассортимент продукции для ванных комнат, в том числе носовые платки, влагопоглощающая бумага для протирки, влажные салфетки, бумажные салфетки и товары для ухода за кожей.

### Вина и спиртные напитки
В сентябре 2006 Kruger приобрёл у Société des alcools du Québec квебекское предприятие «Maison des futailles», основанное в 1992 г. и сильно выросшее за последние десять лет. В настоящее время это подразделение выпускает около 20 % всех вин, продаваемых в Квебеке и выходит на рынки других канадских провинций и США.

## Энергетика
Дочернее предприятие Kruger Énergie специализируется на энергетике с использованием лишь возобновляемых энергоресурсов: гидроэлектроэнергетике, ветряной энергетике, когенерации из биомассы и биогаза.